# متفرعيات وبرية
المتفرعيات الوبرية (الاسم العلمي:Dasycladales) هي رتبة من الطحالب الخضراء تتبع طائفة الأشنيات الأولفانية.

## التصنيف
- المتفرعات الوبرية
  - المتفرعة الوبرية